# Mercedes de Jesús Egido
Madre Mercedes de Jesús Egido (Salamanca; 29 de marzo de 1935 - Alcázar de San Juan; 3 de agosto de 2004) fue una monja concepcionista española.

## Biografía
Nació en Salamanca el 29 de marzo de 1935. Ingresó en la Orden de la Inmaculada Concepción el 25 de octubre de 1953, en La Puebla de Montalbán, Toledo. Tomó el hábito el 27 de abril de 1954. Hizo su Profesión Temporal el 12 de mayo de 1955 y la Solemne el 16 de mayo de 1958. El 20 de enero de 1964 fue trasladada a Alcázar de San Juan por la Federación. 
Movida por el Espíritu Santo y por las directrices del Concilio Vaticano II sobre la adecuada renovación de la vida religiosa - vuelta a las fuentes -, Decreto Perfectae Caritatis, habían despertado con fuerza en su espíritu el deseo de fidelidad a la Fundadora de la Orden, Santa Beatriz de Silva, ya que había fundado la Orden Concepcionista para el culto, amor y servicio a la Virgen Inmaculada. 
Tras largos años de oración, sacrificio, trabajo y sufrimiento, el 8 de septiembre de 1996 recibió este Monasterio de Alcázar de San Juan el Decreto de aprobación a las enmiendas de las Constituciones Generales de la Orden, manteniéndose con ello miembro de la Orden de la Inmaculada Concepción. 
Murió el 3 de agosto de 2004 en el Monasterio de Alcázar de San Juan, en olor de santidad. La Misa Exequial fue presidida por el Obispo Emérito Don Rafael Torija, con diecinueve sacerdotes concelebrantes, participando innumerables fieles.
Madre Mercedes está en proceso de canonización. El día 24 de junio de 2015 la Diócesis de Ciudad Real clausuró  su proceso de canonización y el 6 de febrero de 2015, la Santa Sede decretó la validez del proceso.

## Obra
Después de tres años del fallecimiento de la Santa Fundadora (santa Beatriz de Silva), viviendo la Comunidad en mucha paz y armonía, fue interrumpida empezando a cumplirse la Profecía de Beatriz. ‘Empezando’ sí, porque una sucesión de acontecimientos hasta nuestros días, nos hace afirmar que todavía no ha cesado.
A raíz del Concilio Vaticano II, partiendo del Perfectae Caritatis 2 surge un movimiento dentro de la Orden, impulsando la ‘vuelta a las fuentes’, a la ‘primigenia inspiración del Instituto’. O sea, apremiaba la fidelidad a la Fundadora, al Carisma que ella había engendrado por el Espíritu Santo y dado a la luz en la Iglesia. Había que limpiarlo de todo el polvo que se le fue añadiendo con todas las vicisitudes de la Historia posterior y lo había aniquilado prácticamente.
Ese movimiento, encabezado por la Sierva de Dios M. Mercedes de Jesús Egido, inicialmente fue bien acogido por la OIC. Pero no tardó en surgir una fuerte oposición de varios frailes de la ofm que terminó afectando una mayoría de los Monasterios. Estos, inicialmente a favor, sin conocer sus verdaderos orígenes y la Historia de los acontecimientos, se volvieron en contra, inducidos por la OFM representada por escritores franciscanos y los asistentes de las federaciones de España sobre todo, donde hubo siempre un mayor número. Pero la inmensa mayoría de la ofm en el mundo, ni sabe que existe la OIC.
Ella misma nos lo relata en el prólogo de su libro "Hacia el Amor perfecto" que ahora reproducimos:
"El día 25 de abril de 1981, con aprobación de la Santa Sede y acogidas por el Obispo Diocesano, comenzábamos en este Monasterio de Alcázar de San Juan (Ciudad Real) un 'Experimento' de vida monástica concepcionista, fundamentada en la Bula fundacional de la Orden, la Inter Universa (1489). Era el fruto de doce años de oración, trabajos y sufrimientos por conseguir nuestra “vuelta a las fuentes” o primigenia inspiración de la Orden. Patrocinaron este movimiento de renovación, primero, Monseñor Juan Hervás y Benet y, después, Monseñor Rafael Torija de la Fuente, Obispo de esta Diócesis desde 1976. 
Las directrices del Concilio Vaticano II sobre “la adecuada renovación de la vida religiosa” - Decreto Perfectae Caritatis - habían despertado con fuerza, en nuestro espíritu, el deseo de fidelidad a la Fundadora de la Orden, Santa Beatriz de Silva. Ella había fundado la Orden Concepcionista para el culto, amor y servicio de la Virgen Inmaculada, cerca de cuatro siglos antes de declararse dogma de fe este misterio, y después de donarse a María de por vida, consumiendo su existencia en su servicio, amor e imitación, dejó enmarcada la forma de vida de esta su Orden en el monacato, mediante la regla del Cister, que ella pidió y el Papa Inocencio VIII le aprobó. 
Después de su muerte, en el ambiente de reforma de las órdenes religiosas en España, siglos XV-XVI, los Frailes Observantes de Castilla primero, y después el Cardenal Cisneros, que asesoraban a la reina Isabel la Católica, encauzaron a la Orden naciente por la observancia y el espíritu franciscano (1494), quedando el de la Fundadora sin vigor en casi su totalidad, de tal modo que, aunque en 1511 consiguió Regla propia, fue tal la influencia de la OFM en ella y en siglos posteriores, que la Orden hoy es conocida como ‘concepcionista franciscana’. 
La gracia del Concilio nos hizo entender que deberíamos retornar a la ascesis y al espíritu mariano de la Fundadora, y consecuentemente, nos decidimos a ello trabajando en nuestra “vuelta a las fuentes” con constancia y amor. 
Por ello, durante el tiempo del ‘Experimento’, con la gracia del Señor que nos asistía, comenzamos a reflexionar la espiritualidad que nos legó nuestra Fundadora en la Bula Inter Universa, que se centra en el misterio de la santidad original de nuestra Madre Inmaculada y que habíamos recogido en nuestros Estatutos aprobados por nuestro Obispo, Monseñor Rafael Torija de la Fuente, primero, y después en los que enviamos a la CRIS pedidos por la misma Congregación, que tenían más elaborada la espiritualidad mariana y monástica de la Fundadora, a fin de ir conformando nuestra vida y espiritualidad con ella. 
Por fin, con fecha 8 de septiembre de 1996, Dios Nuestro Señor nos regalaba el gozo de nuestra aprobación pontificia. Un grupo de Monasterios habíamos presentado a la CRIS unas ‘modificaciones’ a las Constituciones Generales de la Orden para que, respetando este Códice, se introdujesen en el mismo, cambios oportunos en los artículos que daban la espiritualidad franciscana y su forma de vida, para poner en su lugar la espiritualidad mariana de la Fundadora, su ascesis y forma de vida que la Iglesia le aprobó. Tal como lo habíamos pedido se nos concedió por medio de un Decreto firmado por el Eminentísimo Cardenal Eduardo Martínez Somalo y Monseñor Francisco Errázuriz Ossa, Prefecto y Secretario, respectivamente, de la CRIS. 
Con ello, manteniéndonos Monjas de la Orden de la Inmaculada Concepción (Concepcionistas) teníamos en las Constituciones el espíritu mariano fundacional y su forma de vida, que asumía, claro está, la adecuada adaptación promovida por el Concilio. ¡Gloria a Dios, que por bien empleados dábamos los veintisiete años que nos había costado conseguirlo!"

## Obras
Entre las obras escritas por la madre Mercedes, destacamos:
- Hacia el Amor perfecto. Desde el Monte Santo de la Concepción
- Ejercicios espirituales según la espiritualidad concepcionista
- Santa Beatriz de silva
- Lo que puede el amor

Así como multitud de exhortaciones, ejercicios de piedad, artículos y ponencias en algunos congresos.